# Jump Into the New World
『Jump Into the New World』（ジャンプ・イントゥ・ザ・ニュー・ワールド）は、Liella!の1枚目のミニ・アルバム。2023年8月2日にLantisから発売された。

## 背景
この作品は、Liella!が11人体制になってから初の作品であり、ユニットミニ・アルバムとして発表され、歌唱はLiella!に加え、CatChu!、KALEIDOSCORE、5yncri5e!の楽曲も収録されている。

## アートワーク
左上から、ウィーン・マルガレーテ→鬼塚冬毬→桜小路きな子→葉月恋→米女メイ→鬼塚夏美→若菜四季→嵐千砂都→澁谷かのん→唐可可→平安名すみれの順に手を繋いでいる。

## 楽曲の披露

### テレビ番組
| 放送日        | 番組名                 | 放送局       | 披露曲                      | 備考       | 出典  |
| ------------- | ---------------------- | ------------ | --------------------------- | ---------- | ----- |
| 2023年9月23日 | 『ミュージックフェア』 | フジテレビ系 | 「Jump Into the New World」 | 番組初出演 | [ 6 ] |

## リリース
2023年3月15日にLantisからでリリースされ、初回生産特典として、ジャケットシールと、メンバーカード（全11種からランダムで1枚封入）、『「ラブライブ！スーパースター!! Liella! 5th LoveLive! 〜Twinkle Triangle〜」チケット最速先行抽選申込券』が封入されている。

## チャート成績
2023年8月14日付のオリコン週間アルバムランキングでは9位にランクインした。
2023年8月9日付のBillboard JAPAN Top AlbumsとBillboard Japan Hot Albumsでは7位にランクインした。

## 収録曲
| 全作詞: 宮嶋淳子。 |                                      |           |                         |                                       |      |
| #                  | タイトル                             | 作詞      | 作曲                    | 編曲                                  | 時間 |
| 1.                 | 「Jump Into the New World」(Liella!) | 宮嶋淳子  | 水野谷怜                | 河合泰志                              | 4:07 |
| 2.                 | 「オルタネイト」(CatChu!)            | 宮嶋淳子  | めんま                  | めんま                                | 3:38 |
| 3.                 | 「影遊び」(CatChu!)                  | 宮嶋淳子  | 清田直人                | 清田直人                              | 4:14 |
| 4.                 | 「ベロア」(KALEIDOSCORE)             | 宮嶋淳子  | めんま                  | - めんま - 弦編曲: Hoffnung           | 3:55 |
| 5.                 | 「不可視なブルー」(KALEIDOSCORE)     | 宮嶋淳子  | 大畑拓也, ぬゆり        | - 大畑拓也, ぬゆり - 弦編曲: 岩嵜壮志 | 3:35 |
| 6.                 | 「Dancing Raspberry」(5yncri5e!)     | 宮嶋淳子  | ArmySlick 常楽寺澪      | ArmySlick                             | 3:07 |
| 7.                 | 「A Little Love」(5yncri5e!)         | 宮嶋淳子  | Eunsol(1008) 小久保祐希 | Eunsol(1008)                          | 3:47 |
| 合計時間:          | 合計時間:                            | 合計時間: | 合計時間:               | 26:23                                 |      |

## 参加ミュージシャン
| Jump Into the New World - Guitar : 水野谷怜 (Arte Refact) - Bass : さと - Programming & All Other Instruments : 河合泰志 (Arte Refact) - Vocal Recording Direction : 野崎心平 (AST ARTS) - Treatment : 鈴木健太 オルタネイト - Guitar : 渡辺裕太 - Bass : 櫻井陸来 - Drums : 坂本暁良 - Programming & All Other Instruments : めんま - Vocal Recording Direction : 野崎心平 (AST ARTS) - Treatment : 森元一貴 (バンダイナムコミュージックライブ) 影遊び - Guitar : 渡辺裕太 - Bass : 櫻井陸来 - Drums : 坂本暁良 - Programming & All Other Instruments : 清田直人 - Vocal Recording Direction : 野崎心平 (AST ARTS) - Treatment : 野崎心平 (AST ARTS) | ベロア - Strings : 室屋光一郎ストリングス - Guitar : 佐々木“コジロー”貴之 - Bass : さと - Drums : 玉田豊夢 - Programming & All Other Instruments : めんま - Vocal Recording Direction : 野崎心平 (AST ARTS) - Treatment : 森元一貴 (バンダイナムコミュージックライブ), 野崎心平 (AST ARTS) 不可視なブルー - Strings : 室屋光一郎ストリングス - Guitar : 佐々木“コジロー”貴之 - Bass : さと - Drums : 玉田豊夢 - Piano : 岸田勇気 - Programming & All Other Instruments : 大畑拓也, ぬゆり - Vocal Recording Direction : 野崎心平 (AST ARTS) - Treatment : 鈴木健太 Dancing Raspberry - Guitar : 小川翔 - Programming & All Other Instruments : ArmySlick - Vocal Recording Direction : 野崎心平 (AST ARTS) - Treatment : 鈴木健太 A Little Love - Programming & All Instruments : Eunsol(1008) - Vocal Recording Direction : 野崎心平 (AST ARTS) - Treatment : 鈴木健太 |

### ユニットメンバー
1. 1 2 3 4 5 6  澁谷かのん（伊達さゆり）、唐可可（Liyuu）、嵐千砂都（岬なこ）、平安名すみれ（ペイトン尚未）、葉月恋（青山なぎさ）、桜小路きな子（鈴原希実）、米女メイ（薮島朱音）、若菜四季（大熊和奏）、鬼塚夏美（絵森彩）、ウィーン・マルガレーテ（結那）、鬼塚冬毬（坂倉花）
2. 1 2 3  澁谷かのん（伊達さゆり）、平安名すみれ（ペイトン尚未）、米女メイ（薮島朱音）
3. 1 2 3  唐可可（Liyuu）、葉月恋（青山なぎさ）、ウィーン・マルガレーテ（結那）
4. 1 2 3  嵐千砂都（岬なこ）、桜小路きな子（鈴原希実）、若菜四季（大熊和奏）、鬼塚夏美（絵森彩）、鬼塚冬毬（坂倉花）